# Hammou Fadhili
Hammou Fadhili (ar. حمو فضيلي; ur. 1957 w Al-Muhammadijji) – marokański piłkarz grający na pozycji defensywnego pomocnika. W swojej karierze rozegrał 18 meczów w reprezentacji Maroka.

## Kariera klubowa
Swoją karierę piłkarską Fadhili rozpoczął w klubie FAR Rabat, w którym zadebiutował w 1981 roku i grał w nim do 1992 roku. W sezonach 1983/1984, 1986/1987 i 1988/1989 wywalczył z nim trzy mistrzostwa Maroka. Zdobył też trzy Puchary Maroka w sezonach 1983/1984, 1984/1985 i 1985/1986. W latach 1992–1993 występował w klubie Union Touarga, w którym zakończył karierę.

## Kariera reprezentacyjna
W reprezentacji Maroka Fadhili zadebiutował 12 lipca 1985 w zremisowanym 0:0 meczu eliminacji do MŚ 1986 z Egiptem, rozegranym w Kairze. W 1986 roku został powołany do kadry na Puchar Narodów Afryki 1986. Na tym turnieju rozegrał pięć meczów: grupowe z Algierią (0:0), z Kamerunem (1:1) i z Zambią (1:0), półfinałowe z Egiptem (0:1) i o 3. miejsce z Wybrzeżem Kości Słoniowej (2:3). Z Marokiem zajął 4. miejsce. W kadrze narodowej od 1985 do 1989 rozegrał 18 meczów.